# Ignaz Franz Keiblinger
Ignaz Franz Keiblinger (* 20. September 1797 in Wien; † 3. oder 4. Juli 1869 ebenda) war ein österreichischer Historiker.

## Leben
Aus einfachen Verhältnissen stammend, wurde ihm durch seine in der Stiftskanzlei arbeitenden Eltern der Besuch des Stiftsgymnasiums Melk ermöglicht. Bereits dort zeigte sich sein Interesse an historischen Studien, worin er von Abt Anton Reyberger gefördert wurde. Er studierte daraufhin er Philosophie in Wien und trat 1814 als Novize in das Stift Melk ein. Seine theologischen Studien legte er am Stift Göttweig und am Seminar der Diözese St. Pölten ab. Die Gelübde folgten 1818, die Priesterweihe 1820. Zunächst war er Lehrer am Stiftsgymnasium, dann Professor der Moral an der Melker theologischen Lehranstalt. Im Stift war er außerdem Bibliothekar und Archivar. 1848 wurde er correspondirendes Mitglied der Wiener Akademie der Wissenschaften.

## Werke (Auswahl)
- Geschichte des Benedictiner=Stiftes Melk in Niederösterreich, seiner Besitzungen und Umgebungen.  
  - Band 1: Geschichte des Stiftes. Mit Abbildungen von Römersteinen und Siegeln, Wien 1851.
  - Band 2: Geschichte der Besitzungen. Mit Abbildungen von Bauwerken und Siegeln, Wien 1869.